# Campertogno
Campertogno est une commune de la province de Verceil dans le Piémont en Italie.

## Administration
| Période                                  | Période  | Identité        | Étiquette | Qualité |
| ---------------------------------------- | -------- | --------------- | --------- | ------- |
| 2009                                     | En cours | Paolo Vimercati |           |         |
| Les données manquantes sont à compléter. |          |                 |           |         |

### Communes limitrophes
Boccioleto, Mollia, Piode, Rassa, Riva Valdobbia, Scopello